# María del Pilar Pereyra
Maria del Pilar Pereyra
Nadadora olímpica, Atlanta 1996 y Sídney 2000

## Trayectoria
En los Juegos Olímpicos de Atlanta 1996 compitió en los 4x200 metros libres con el equipo nacional y obtuvo el 21.º lugar. También compitió en los 100 y 200 metros mariposa, siendo finalmente 34.ª y 28.ª clasificada. Por último participó en los 4 x 100 metros estilos y terminó en 23.º lugar. Cuatro años más tarde, en los Juegos Olímpicos de Sídney 2000, terminó en 44.º lugar en los 100 metros mariposa.
Formó parte de la selección argentina de natación durante diez años, entre 1990 y 2000, siendo siete años consecutivos campeona nacional en categorías infantil y juvenil en distintas especialidades. Fue la primera nadadora argentina en ganar una Copa del Mundo, en concreto en Río de Janeiro en 1997. Participó en el Campeonato Mundial de Natación de 1994 celebrado en Roma y el de 1998 en Perth. También disputó el Campeonato Mundial de Natación en Piscina Corta de 1997 en Gotemburgo, Suecia. Fue campeona Sudamericana y del Mersosur en varias categorías. Ganó el Diploma al Mérito Deportivo de la Fundación Konex.